# 9427 Ріґіні
9427 Ріґіні (9427 Righini) — астероїд головного поясу, відкритий 14 лютого 1996 року.
Тіссеранів параметр щодо Юпітера — 3,220.